# Личинкоїд червоноплечий

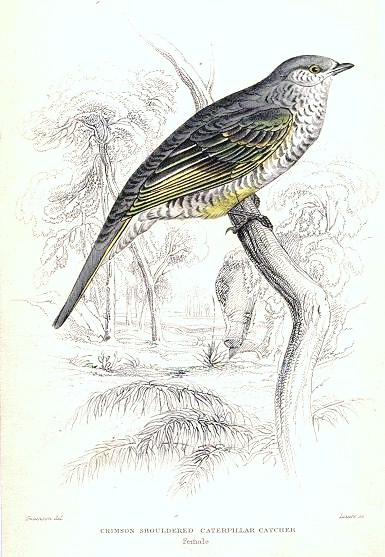
Червоноплечий личинкоїд (самиця)

Личинкоїд червоноплечий (Campephaga phoenicea) — вид горобцеподібних птахів родини личинкоїдових (Campephagidae). Мешкає в Західній і Центральній Африці.

## Поширення і екологія
Червоноплечі личинкоїди поширені від Сенегалу на заході до Ефіопії на сході. Вони живуть в сухих саванах і вологих рівнинних тропічних лісах.